# Готфрид Хаберлер
Готфрид Хаберлер (на немски: Gottfried Haberler) е австрийски икономист, работил дълги години и в Съединените щати.
Роден е на 20 юли 1900 година в Пуркерсдорф. През 1925 година завършва икономика във Виенския университет, където преподава през 1928 – 1936 година. След това заминава за Съединените щати, където до 1971 година преподава в Харвардския университет. Студент на Фридрих фон Визер и Лудвиг фон Мизес, той е последовател на Австрийската школа и работи главно в областта на изследванията на международната търговия със значителен принос в преформулирането на сравнителното преимущество в неокласически контекст.
Готфрид Хаберлер умира на 6 май 1995 година във Вашингтон.